# Абу-Дабі (аеропорт)
Міжнародний аеропорт Абу-Дабі (араб. مطار أبو ظبي الدولي, англ. Abu Dhabi International Airport) (IATA: AUH, ICAO: OMAA) — цивільний міжнародний аеропорт у Абу-Дабі, столиці Об'єднаних Арабських Еміратів.
Розпочав роботу у 1982 році. Найкращий аеропорт Близького сходу у 2010 році згідно опитування Airport Council International.